# St. Wendelin (Waltenberg)

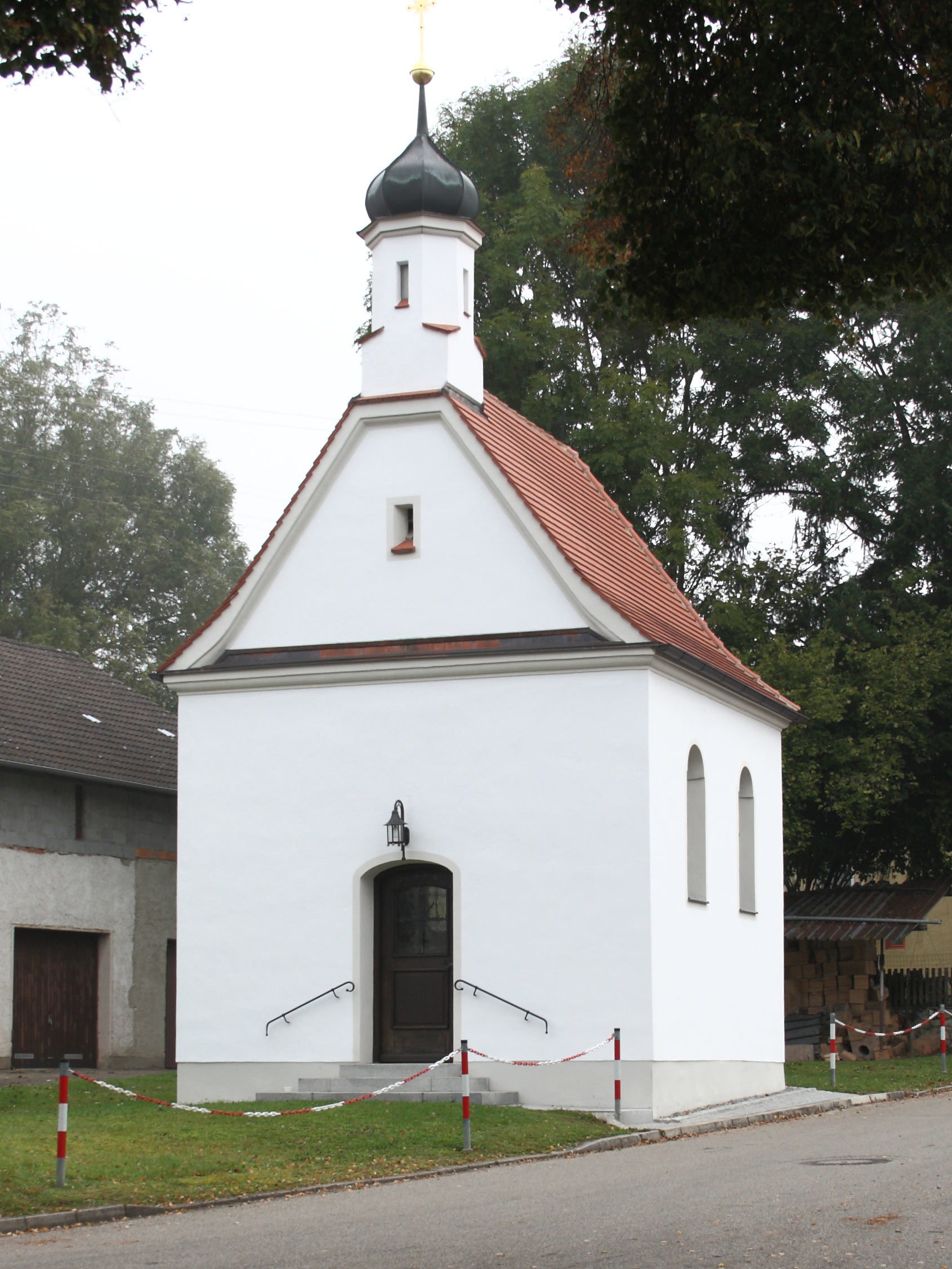
Kapelle St. Wendelin in Waltenberg

Die katholische Kapelle St. Wendelin in Waltenberg, einem Gemeindeteil von Ebershausen im schwäbischen Landkreis Günzburg in Bayern, wurde in der zweiten Hälfte des 18. Jahrhunderts errichtet. Das Gebäude an der Kapellenstraße 1 ist ein geschütztes Baudenkmal.
Die dem heiligen Wendelin geweihte Kapelle liegt inmitten des Weilers. Der zweiachsige Rechteckbau mit eingezogener Halbkreisapsis besitzt einen Dachreiter auf der Giebelspitze.
Die Malereien an der Decke und an den Wänden in neubarockem Stil stammen vom Ende des 19. Jahrhunderts. Von der ursprünglichen Ausstattung sind ein Kruzifix und der Altar erhalten, in dem spätgotische Assistenzfiguren stehen.